# Chien guide d'aveugle
Un chien guide d'aveugle est un chien d'assistance mis à la disposition d'une personne déficiente visuelle pour faciliter sa vie quotidienne, et notamment ses déplacements. Ces chiens sont formés dans des écoles spécialisées, et remis à leur futur maître gratuitement.
Le chien de guide apporte à son maître son éducation et son travail de guidage, l'Autonomie dans ses déplacements, la sécurité, la fluidité, un meilleur relationnel, une présence rassurante à ses côtés permettant de rompre avec la solitude au quotidien.

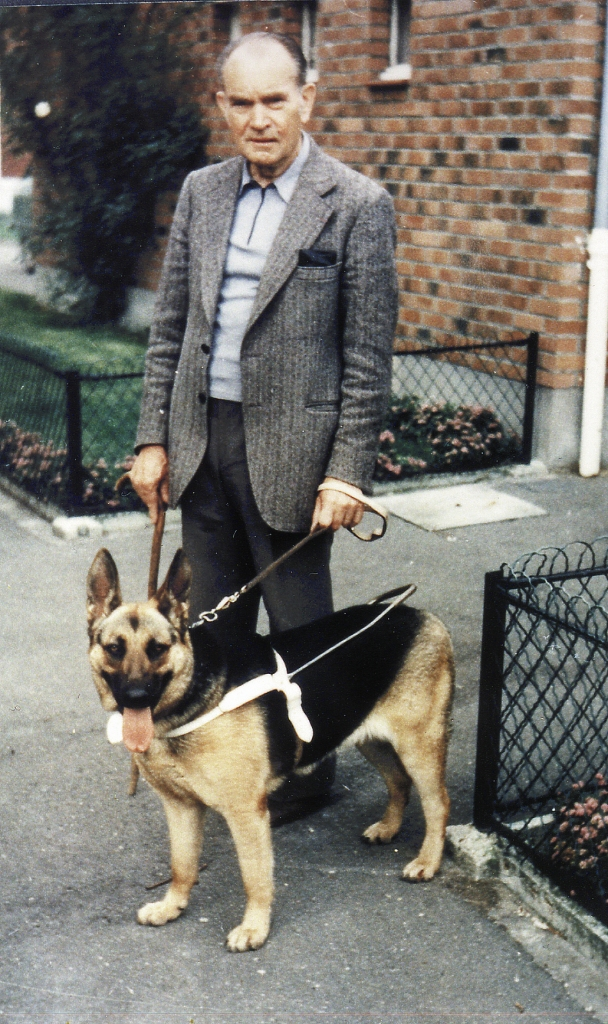
Paul Corteville et Dickie, première chienne guide d'aveugle de France.

## Historique

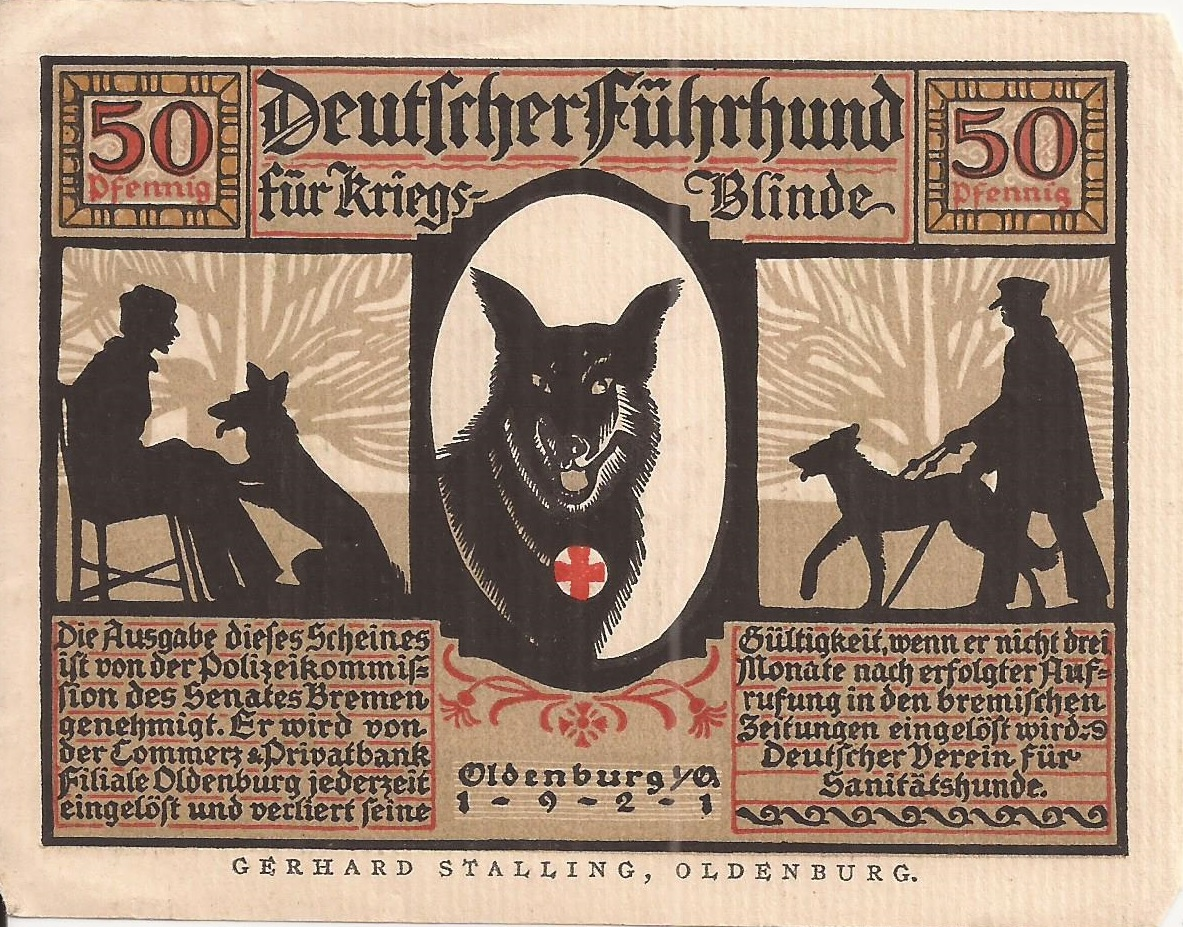
Affiche allemande de 1921 représentant un chien guide d’aveugle.

L'homme a toujours compris que le chien pouvait lui être d'une aide précieuse quotidiennement, Montaigne (1533-1592) déjà en témoigne :

« Je remarque avec plus d'admiration cet effect, qui est toutes-fois assez vulgaire, des chiens dequoy se servent les aveugles, et aux champs et aux villes : je me suis pris garde comme ils s'arrestent à certaines portes d'où ils ont accoustumé de tirer l'aumosne, comme ils evitent le choc des coches et des charrettes, lors mesme que pour leur regard, ils ont assez de place pour leur passage : j'en ay veu le long d'un fossé de ville, laisser un sentier plain et uni et en prendre un pire, pour esloigner son maistre du fossé. Comment pouvoit-on avoir faict concevoir à ce chien que c'estoit sa charge de regarder seulement à la seureté de son maistre, et mespriser ses propres commoditez pour le servir ? et comment avoit-il la cognoissance que tel chemin luy estoit bien assez large, qui ne le seroit pas pour un aveugle ? Tout cela se peut-il comprendre sans ratiocination et sans discours ? »

## Centre de formation

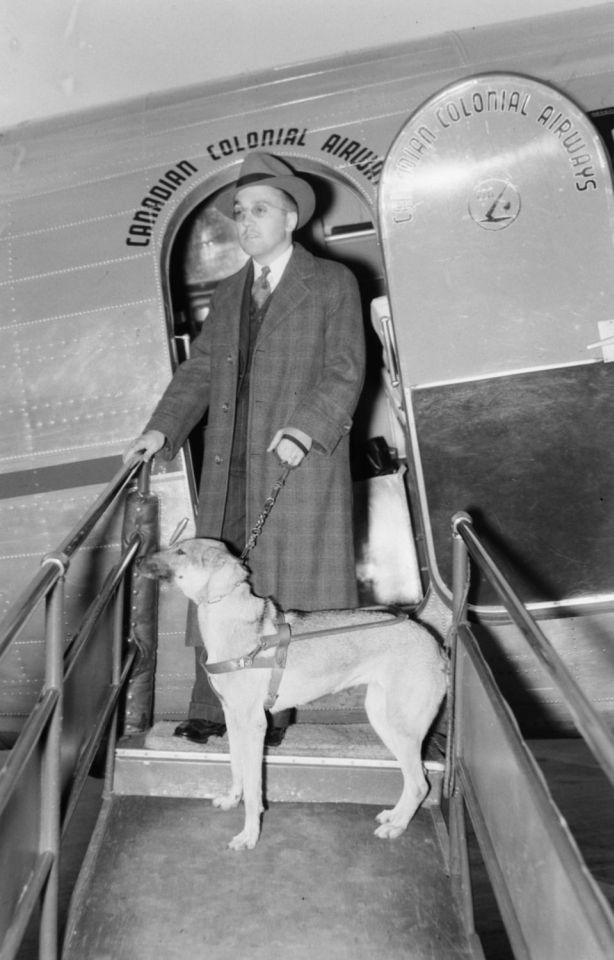
Un voyageur et son chien guide d'aveugle à leur descente d'avion à Montréal, en 1941.

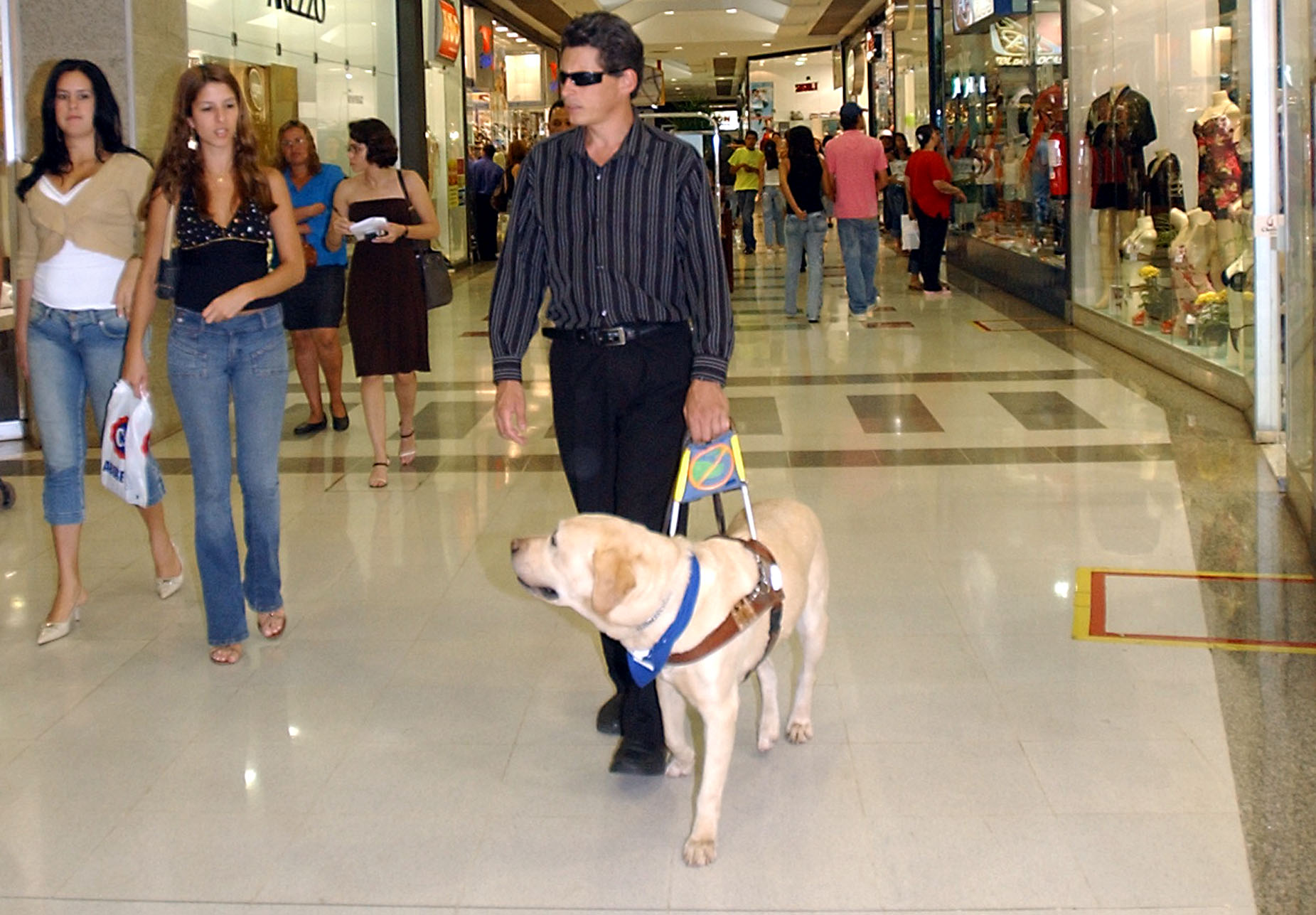
Un aveugle guidé par son chien à Brasilia, en 2006.

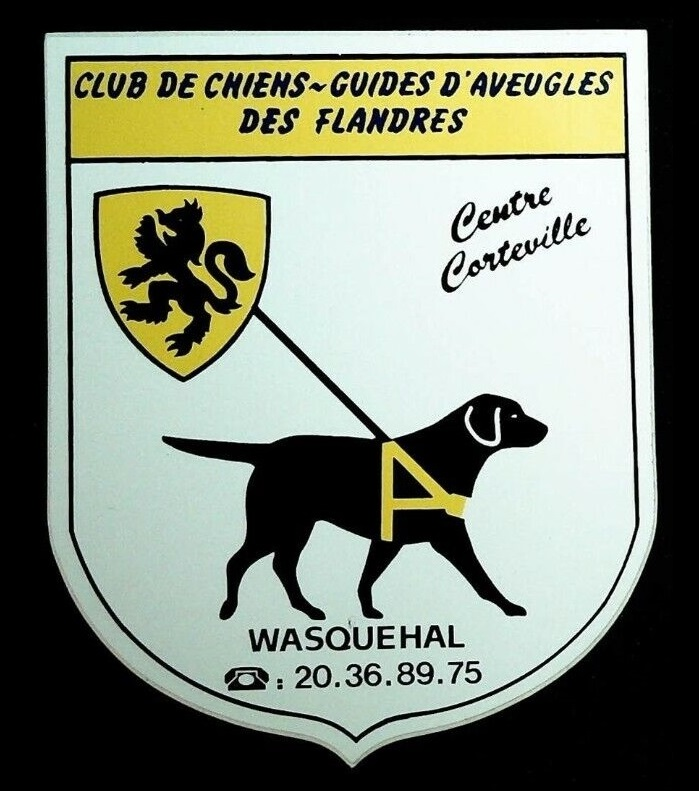
Blason des chiens guides d'aveugle des Flandres à Wasquehal.

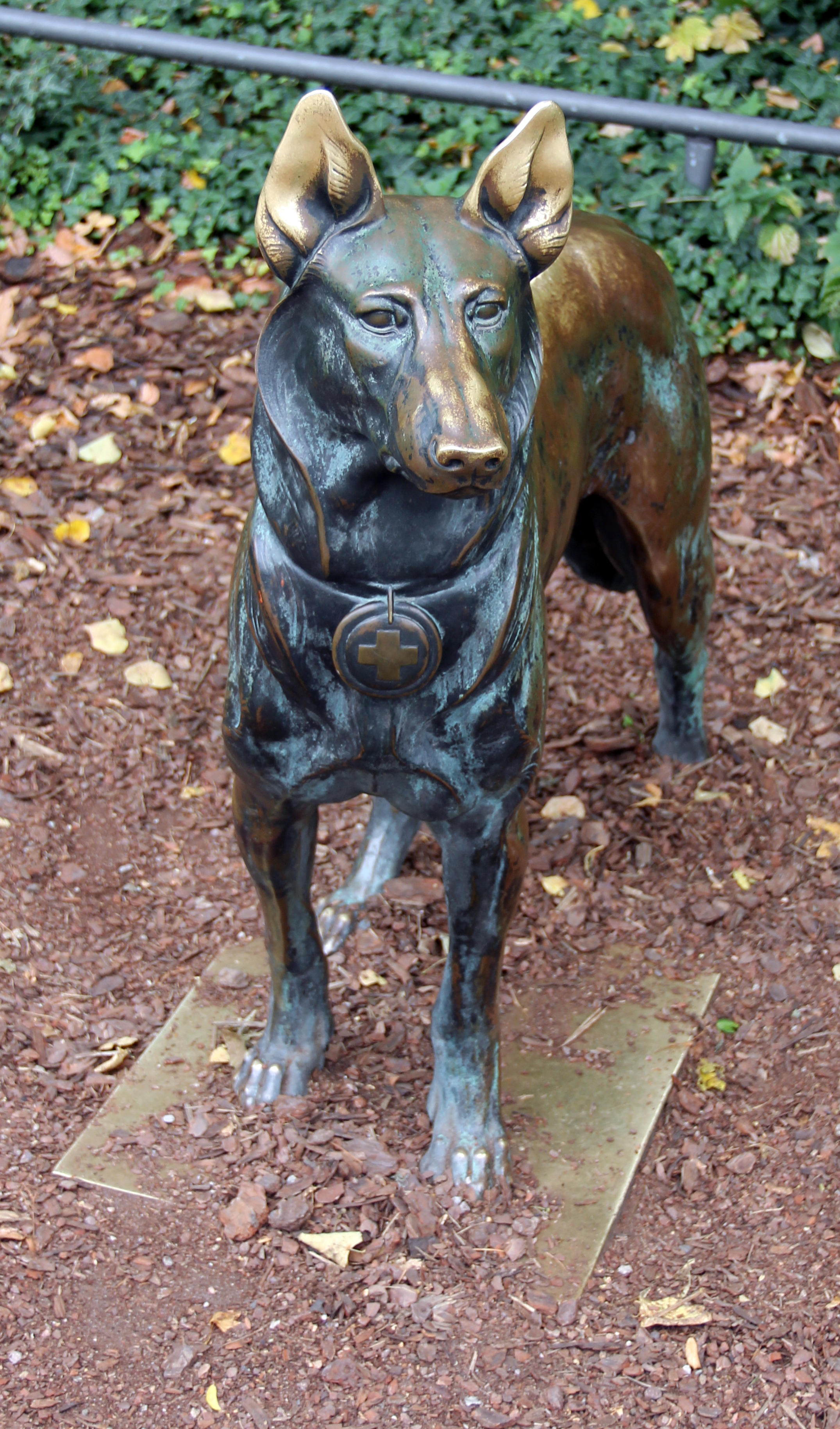
Statue d'un chien guide d'aveugle dans le Jardin zoologique de Berlin.

### En Allemagne
Le premier centre de formation de chiens guides d'aveugles a vu le jour en Allemagne en 1915 par monsieur Kraemer pour faciliter la vie des invalides de guerre,

### En Belgique
En Belgique, Léonard Simonon, lui-même aveugle, installe en 1885 une école privée pour les enfants aveugles à Ghlin. Outre un enseignement de base, ceux-ci y reçoivent une formation à des métiers adaptés. L’école manque de moyens et pour maintenir, l'école devenu par la suite Institut Provincial, Léonard Simonon fait appel à la générosité publique. Cette initiative donne naissance à ce qui deviendra au fil des années l’œuvre Les Amis des Aveugles, constituée en association sans but lucratif depuis 1929. Dès la fin de la seconde guerre mondiale, l’association s’installe dans le domaine provincial Le Château de la Barrière. Elle déploie des activités et octroie des aides matérielles et financières afin de soutenir les anciens élèves dans leur insertion sociale et professionnelle. Elle fonde un Centre de formation de chiens guides, ainsi qu’un home accueillant des aveugles accidentés du travail et victimes de guerre. À partir des années 1950, ses offres de services s’intensifient en Wallonie et se développent en Flandre.

### Au Canada
La fondation Mira au Québec forme des chiens guides pour enfants aveugles, depuis 1981.

### Aux États-Unis
Création aux États-Unis en 1929 de l’organisation The Seeing Eye par Dorothy Harrison Eustis.

### En France
Paul Corteville, un ouvrier textile originaire de Roubaix, en vacances en Normandie en 1951 se lie d’amitié avec René Blin, aveugle. Passionné par le milieu canin, il a entendu parler d’expériences de chiens guides d’aveugles aux États-Unis, en Angleterre et en Allemagne. Pendant un an, il met au point une technique de dressage de façon empirique et offre en 1952 à son nouvel ami, Dickie, la première chienne guide de France. Par la suite, consacrant toutes ses ressources personnelles et son temps libre à cette cause, il fonde en 1958 l’Association des chiens guides d’aveugles de Roubaix et réussit à offrir six à sept chiens par an à des aveugles. En 1966, André Dhondt filme à Wasquehal le dressage de Flika par Paul Corteville. En 1972, grâce au concours d’un élan de solidarité suscité par Le Parisien libéré, Paul Corteville met sur pied l’École des chiens guides d’aveugles de Wasquehal qui est reconnu d'utilité publique en 1973. L’Association Chiens Guides d’Aveugles Centres Paul Corteville s’étend sur 14 départements (ceux des Hauts-de France, de la Normandie et une partie de la Champagne-Ardenne). Pour mener à bien ses missions, elle dispose de deux centres d’éducation : le premier à Roncq (59) près de Lille, et le second à Honguemare-Guenouville (27), près de Rouen. En 2021, les Centres Paul Corteville comptent une cinquantaine de salariés et fédèrent plus de 200 personnes bénévoles. Près de 1800 chiens guides ont été remis gratuitement depuis sa création.
Création de l'école des chiens guides d'aveugles du Sud à Sospel près de Nice.
Créé en 1972 par Albert Plécy, rédacteur en chef du Parisien Libéré et reconnue d'utilité publique en 1981, la Fédération Nationale des Clubs et Ecoles de Chiens Guides d'Aveugles (FNECGA) qui deviendra en 2002, la Fédération française des associations de chiens guides d'aveugles (FFAC) regroupe :
- dix écoles de chiens guides d'aveugles (à statuts associatifs) ;
- un réseau d'élevages ;
- l'Association nationale des maîtres de chiens guides d'aveugles ;
- La Fondation Frédéric Gaillanne / Mira Europe, chiens guides pour enfants (12 ans / 18 ans).

Le centre MIRA Europe et la Fondation Frédéric Gaillanne forment des chiens guides pour enfants à L'Isle-sur-la-Sorgue dans le Vaucluse, seule école de ce type en France et en Europe.

### En Grande Bretagne
Création des chiens guides d’aveugles en Grande Bretagne en 1931.

### En Suisse
Création en Suisse en 1929 du centre L’œil qui voit à Vevey.

## Formation et remise au maître

### Naissance du chiot
Les écoles font attention à sélectionner des chiens de bon pedigree pour servir de parents aux chiots, qui naissent dans les nurseries des écoles mêmes ou dans des centres d'élevage. Ces chiots sont gardés pendant deux mois dans la nurserie, temps durant lequel ils restent près de leur mère tout en étant « manipulés » par des humains, afin de les habituer aux contacts avec l'homme.
De même, il n'est pas rare de leur faire écouter des enregistrements de bruits de la vie courante (bruits de voitures, crissements, claquements, sifflements, etc.) afin d'empêcher toute phobie future, surtout celle de l'homme. Le chiot doit être à l'aise dans n'importe quelle situation. C'est ce que l'on appelle la sociabilisation.

### La famille d'accueil
Passés ces deux mois, le chiot est placé en famille d'accueil. En effet, sa formation à l'école ne débute pas tout de suite, mais dans cette famille, la sociabilisation du chiot continue et il reçoit une bonne éducation (incluant obéissance, savoir-vivre, et apprentissage d'un certain vocabulaire « assis », « debout », « couché »...). Il doit être habitué à sa vie future, c’est pourquoi il est indispensable que la famille d’accueil soit très mobile, à jouer avec son chien, le sollicite souvent etc. En effet, ces quelques mois sont d’une importance capitale concernant le développement psychologique du chien. Pendant toute cette période en famille d’accueil, un suivi régulier est effectué par les éducateurs de l’école afin de vérifier le bon développement du chien, et corriger des erreurs éventuelles. À partir de 6 mois, le jeune chien va régulièrement à l'école pour des stages progressifs. À un an, le chien retourne à l'école pour être éduqué et la séparation est souvent difficile pour la famille d'accueil.
Le rôle de la famille d'accueil est primordial. Le caractère du chiot est encore très malléable lorsqu'il arrive en famille. C'est une importante mission de sensibilisation, qui va conditionner les aptitudes du futur chien guide. Par cette action bénévole, les familles contribuent concrètement à l'action des écoles, pour offrir des chiens guides de qualité, au caractère souple, social et équilibré.
Pour devenir famille d'accueil, il faut surtout résider dans un proche rayon autour de l'école et qu'un membre de la famille soit assez disponible.

### L’éducation
À l'école, l’éducation spécifique du chien commence : obéissance, évitement des obstacles, cheminement sur les trottoirs ou les routes de campagne, les passages piétons, présentation des portes, des escaliers, utilisation des transports en commun.
Ce travail spécifique dure environ six mois pendant lesquels il est confié à un éducateur unique, celui-ci éduquant en simultané trois à quatre chiens. L’éducation comprend trois étapes successives basées sur le renforcement positif :
- sensibilisation à l'obstacle,
- apprentissage renforcé à l'obstacle,
- responsabilité et prise d'initiative.

Le parcours d’obstacles est la partie la plus impressionnante de l’éducation du chien, puisque l’éducateur va non seulement lui apprendre à éviter certains obstacles, mais aussi à avoir un comportement particulier en présence d’autres. Concernant l’évitement, le chien doit non seulement passer à côté d’objets de la vie courante (bornes, poteaux) mais ne pas oublier qu’il est accompagné d’un maître qui doit, lui aussi, franchir l’obstacle. Ainsi, le chien doit éviter des obstacles en hauteur qui pourtant ne le dérangent pas, tels que des branches d’arbres. Quant aux comportements spécifiques à adopter, le chien doit par exemple se coucher devant un grand danger (tel qu’un trou profond) ou savoir chercher des passages piétons et les indiquer à son maître.
À l'école, le futur chien guide doit apprendre à obéir à son maître et à maîtriser ses envies : ainsi, on pourra lui apprendre le sens des mots « droite » et « gauche » ainsi que « au pied », mais aussi à ne pas s’arrêter devant un morceau de viande ou à rapporter un objet tombé à terre.
La formation à l'intérieur se concentre sur les obstacles tels que l'ouverture des portes, le passage à travers des espaces étroits et la montée et descente des escaliers. De nombreux dresseurs de chiens-guides utilisent des "cliqueurs", en plus des friandises pour chiens, comme un moyen de renforcement positif pour que les chiens sachent qu'ils ont bien fait.
Pour la plupart des chiens, il est difficile de résister à saluer un autre chien ou à courir après un chat. Mais pour les chiens-guides au travail, ce n'est pas un choix : courir vers un autre animal de compagnie pourrait sérieusement blesser le propriétaire. Pour préparer ces animaux assistants à des rencontres inévitables comme celles-ci, l'école a un groupe de "chiens de distraction".
Détente et repos complètent bien sûr la journée du chien guide à l'école.
Au terme de ces six mois, le chien doit passer un test pour pouvoir être remis gratuitement à un aveugle.

### A disposition du maître
La personne aveugle à qui l’on remet le chien doit avoir un train de vie compatible avec celui d’un chien pour pouvoir se voir remettre un tel animal. En effet, elle doit être relativement dynamique afin que le chien puisse sortir très régulièrement, que son environnement familial et professionnel le lui permette et qu’elle soit suffisamment indépendante pour qu’en cas d’indisponibilité de son chien, elle soit capable de se déplacer seule.
La motivation principale est bien souvent la recherche d'une aide permettant d'accéder à l'autonomie. Le chien guide procure sécurité et confort de déplacement, tout en devenant un compagnon et un vecteur de communication appréciable.
Une fois son éducation terminée, le chien guide est remis à la personne aveugle ou mal-voyante. L'éducateur accompagne la nouvelle équipe formée, équipe « maître et chien guide », au cours d'un stage de remise. Ce stage se déroule une semaine à l'école et une au domicile du nouveau maître de chien guide pour permettre au chien guide de s'adapter à son nouveau maître, à son quotidien et à ses parcours, et au maître de s'habituer à ce nouveau compagnon de vie et de route.
En moyenne, la « vie active » du chien guide dure entre huit et dix ans. Le contact avec l'école est maintenu par un suivi régulier et des journées de perfectionnement, surtout les deux premières années.

### Retraite du chien
À l'heure de la retraite, le chien guide reste généralement chez son maître. Après un renouvellement, si l'utilisateur ne peut plus assumer la présence des deux chiens, le « retraité » est accueilli par l'entourage ou par une famille volontaire.

## Races

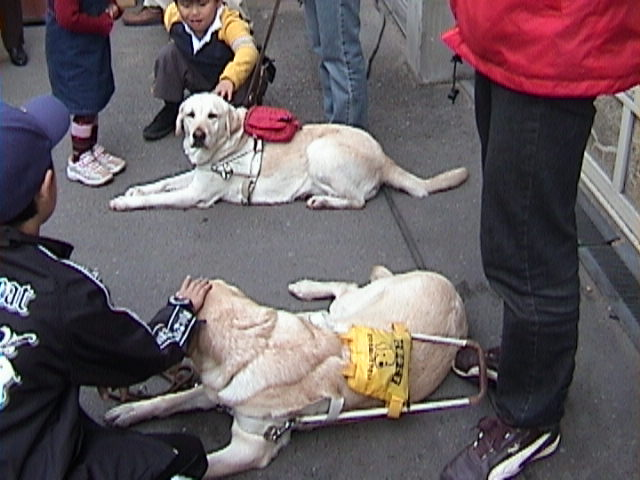
Statue d'un chien guide d'aveugle dans le Jardin zoologique de Berlin.

En France, le labrador retriever, le golden retriever, le Flat-coated retriever et le berger allemand sont les races les plus répandues. Sont parfois également utilisés le berger de Beauce, l'hovawart et le berger blanc suisse, plus rarement le border-collie, le dalmatien...
Au Canada, principalement trois races sont favorisées pour les chiens guides, le labrador retriever, le labernois (aussi appelé le Saint-Pierre), et le bouvier bernois.
En Suisse, le labrador retriever est principalement utilisé avec le caniche royal, mais il y a eu aussi des border collie, grand Schnauzer, le laborder, goldenlab.

## Législation
- En Belgique, le Conseil Supérieur de la Santé a publié en 2004 un document intitulé "Avis du CSH relatif à l’accessibilité des chiens d’assistance dans divers endroits"[10].
- Marie-Bénédicte Desvallon, Lorène Bourdin, Blanche De Granvilliers Chiens de travail : manuel juridique sur les chiens de sécurité, de sauvetage et d'assistance. Wroclaw : Amazon fulfillment, copyright 2020.

## Pénurie de chiens guides
On déplore partout dans le monde un manque de chiens-guides. Leur coût les rend inaccessibles aux malvoyants des pays pauvres, mais même ailleurs, il n'en est pas formé au nombre suffisant pour être fournis à tous les malvoyants. Ainsi à Singapour, neuf personnes en bénéficient (en 2025), alors que quarante mille Singapouriens ont un handicap visuel. Toujours en 2025, une solution pour suppléer à cette pénurie est en cours d'expérimentation dans le pays, mise au point par des chercheurs de l'université de Singapour : un chien robot de fabrication chinoise, équipé d'un capteur laser, pour un coût équivalant à 3 000 euros, qu'il est envisagé de diffuser tant dans le pays qu'internationalement.